# Dysputa teologiczna w Marburgu
Dysputa teologiczna w Marburgu – część rozmów między teologami luterańskimi i reformowanymi podczas Reformacji.

## Przyczyna dysputy

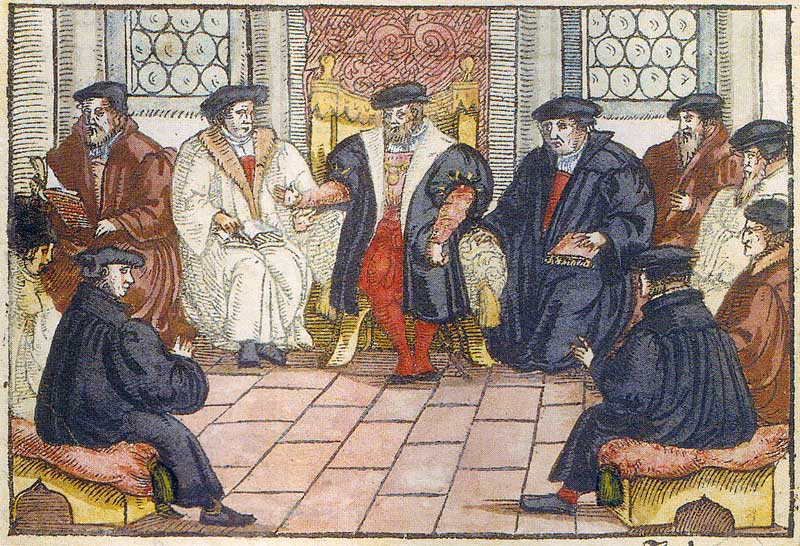
Dysputa religijna w Marburgu (drzeworyt kolorowany z 1557 roku)

Dysputy teologów odbyły się od 1 do 4 października 1529 roku na zamku w Marburgu (Marburger Schloss). Ich organizatorem był landgraf Filip Wielkoduszny z Hesji, który doprowadził do spotkania czołowych teologów Reformacji takich jak:
- Marcin Luter, Filip Melanchton i Justus Jonas jako reprezentantów ewangelików wittenberskich,
- Huldrych Zwingli i Jan Oekolampad z Bazylei jako przedstawicieli protestantów szwajcarskich,
- przedstawicielami ewangelików z Strasburga byli Jakob Sturm, Marcin Bucer, Kacper Hedio,
- Andreas Osiander reprezentujący Norymbergę,
- Johann Brenz jako przedstawiciel Stuttgartu,
- Stephan Agricola (Szczepan Agricola) jako reprezentant ewangelików z Augsburga.

Jego celem było zjednoczenie młodego ruchu reformacyjnego. Chciał osiągnąć nie tylko cel religijny, ale także polityczny. Na sejmie Rzeszy w 1529 roku katolicy próbowali doprowadzić do podziału obozu reformacyjnego. Wobec rosnącego zagrożenia ze strony katolickiej Filip Wielkoduszny podjął próbę wzmocnienia obozu protestanckiego poprzez połączenie z ewangelikami wyznania reformowanego z Niemiec północno-zachodnich i ze Szwajcarii. Byłoby to możliwe, gdyby udało się doprowadzić do porozumienia w podstawowych kwestiach religijnych, a zwłaszcza w kwestii Komunii Świętej. Najostrzejszy spór był między Marcinem Lutrem a Huldrychem Zwinglim, który trwał od 1527 roku.

## Wynik rozmów

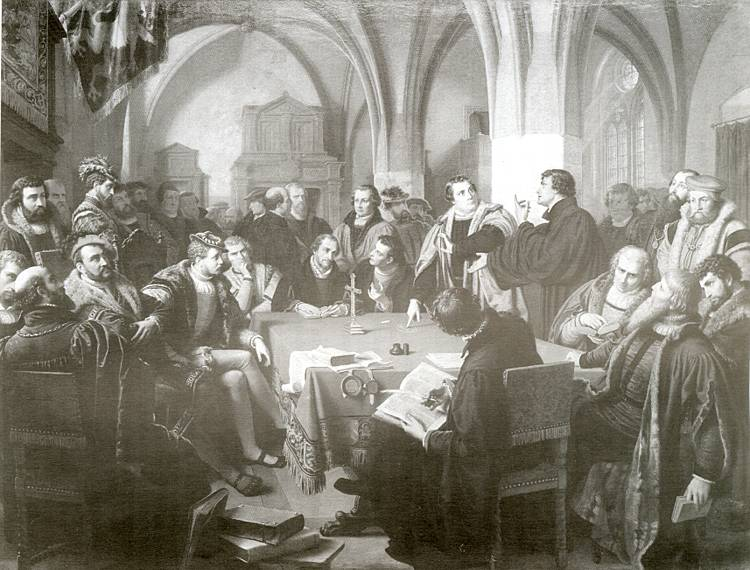
Rozmowy religijne (obraz Augusta Noacka z 1869 roku)

W wyniku przeprowadzonych rozmów teolodzy doszli do porozumienia w 14 zasadniczych punktach nauki i wiary. W punkcie 15 dotyczącym Komunii Świętej nie doszło do porozumienia. Zwingli uważał Wieczerzę Pańską za obrzęd pamiątkowy śmierci Chrystusa, natomiast Luter nauczał, że Chrystus rzeczywiście jest obecny w sakramencie i powoływał się na słowa Zbawiciela "To jest Ciało moje, to jest Krew moja", twierdząc, że wierni spożywają podczas Komunii Św. Ciało i Krew Chrystusa. Ewangelicy reformowani stanowczo zaprzeczali obecności Chrystusa w Komunii Św. Ku radości nieprzyjaciół nie doszło do pojednania, a tym samym do powstania związku państw protestanckich.
Efektem tych rozmów są Artykuły z Marburga spisane przez Lutra na wzór Artykułów z Schwabach. Artykuły z Marburga wraz z Artykułami ze Schwabach wykorzystał później Filip Melanchton przy tworzeniu Konfesji Augsburskiej.
Datę tych rozmów uważa się za datę podziału protestantyzmu na luteran i reformowanych. Jednocześnie brak porozumienia pomiędzy Huldrychem Zwinglim i Marcinem Lutrem uniemożliwił kantonom szwajcarskim przystąpienie do związku szmalkaldzkiego.
Dopiero w 1973 roku udało się uzyskać porozumienie kościołów protestanckich i podpisano dokument ekumeniczny, tzw. Konkordia Leuenberska.